# Forza Italia (2013)
Forza Italia (en català: Força Itàlia, FI) és un partit polític italià de dreta que va ser dirigit per Silvio Berlusconi, quatre vegades president del Consell de Ministres d'Itàlia. El partit, format per l'antic Poble de la Llibertat (PDL), és un renaixement del difunt Forza Italia, actiu entre 1994 i 2009, quan es va fusionar amb l'Aliança Nacional (AN) i diversos partits minoritaris per crear el PdL.

## Història

### Refundació i primeres escissions
La nova Forza Italia, anunciada el juny de 2013, es va posar en marxa el 18 de setembre, provocant la fi del Poble de la Llibertat. Els membres del PdL oposats a la refundació, amb l'antic protegit de Berlusconi Angelino Alfano al capdavant, crearien al seu torn el Nou Centredreta. En aquest context, es produiria la condemna de Berlusconi per evasió fiscal i la seva expulsió del Senat, a més de la sortida de FI del gabinet de la Gran Coalició d'Enrico Letta, que es mantindria pel suport del nou grup del NCD.
A les eleccions al Parlament Europeu de 2014, FI va obtenir el 16,8% dels vots i 13 eurodiputats,  entre ells Antonio Tajani, Giovanni Toti, Raffaele Fitto, i Elisabetta Gardini. Fitto, el defensor més ferm del lideratge de Berlusconi a finals de 2013, es va convertir en el seu principal desafiador intern a mitjans de 2014. Després de mesos de baralles amb Berlusconi per l'anomenat "Pacte Natzarè" (acords de reformes en la Constitució i la llei electoral) amb el Primer Ministre Matteo Renzi, el febrer de 2015 va llançar la seva pròpia facció interna "Reconstruir". En el període previ a les eleccions regionals del 2015, el partit estava dividit en disputes internes i es va dividir principalment en tres grups: els fidels de Berlusconi, els "Reconstructors" de Fitto i els nostàlgics del "pacte natzarè".
Aviat les diferències entre els sectors van arribar a un punt crític, Fitto abandonaria el partit creant Conservadors i Reformistes, inspirant-se en el grup europeu ECR. A mitjans de juliol, quan CR es va establir formalment com a partit, nou diputats, deu senadors i un altre eurodiputat havien abandonat FI per seguir a Fitto.
A les eleccions regionals, el partit va perdre molts vots, principalment davant l'ascens de la Lega, i va guanyar més del 10% només en tres de les set regions, (inclosa Pulla, on el candidat del partit va obtenir pitjors resultats que el candidat de Fitto, mentre que, al Vèneto, un antic reducte, FI amb prou feines va arribar al 6%), però, gràcies a la Lega, Toti va ser elegit president de Liguria.
Una altra escissió es va produir a finals de juliol, quan Denis Verdini, de la facció pro-Pacte Natzarè va abandonar FI per crear l'Aliança Popular Liberal.
Posteriorment, el partit es trobava dividit entre la seva facció "liberal-popular" de centredreta més tradicional, impulsada per Stefano Parisi, i la de Giovanni Toti, que apostava per una aliança amb la Lega. Al novembre, quan va quedar clar que Parisi no arribaria a un acord amb Salvini per a les eleccions de 2018, Berlusconi va renegar de Parisi, que va respondre llançant el seu propi partit, Energies per a Itàlia.

### Consolidació de FI
Des d'aleshores, el partit va reforçar la seva posició al parlament, gràcies a l'afluència de diputats d'altres partits, inclosos diversos que van tornar després d'anys de dissidència. L'agost de 2016, dos senadors es van reincorporar al partit, entre ells Renato Schifani de l'NCD i un altre de l'ALA. Al novembre seria Mario Mauro i els Populars per Itàlia, durant el 2017 s'integrarien tres diputats i un senador de la nova Alternativa Popular (successor del NCD) un diputat i un senador del Grup Mixt, un diputat de Direcció Itàlia (successor de CiR), un de Democràcia Solidària, un de Fer!, que s'acabaria integrant a FI, i dos senadors de l'ALA.
El gener de 2017, Antonio Tajani va ser elegit president del Parlament Europeu, el primer italià des d'Emilio Colombo (1977-1979).
A les eleccions generals del 2018, FI va obtenir el 14% dels vots a la Cambra dels Diputats, amb 106 escons, i el 14.4% al Senat, amb 58 escons, sent superats per la Lega. Després de mesos de negociacions, el centredreta es va fragmentar quan la Lega va optar per unir-se amb el M5S per formar l'anomenat Govern del Canvi, el primer gabinet de Conte.
Posteriorment, en un context de descens de suports a les enquestes, Berlusconi va decidir presentar-se a les eleccions al Parlament Europeu del 2019 com a màxim candidat de FI a totes les circumscripcions, excepte al centre d'Itàlia. En aquestes, FI només va rebre el 8,8% dels vots, el seu pitjor resultat històric amb 7 eurodiputats. Berlusconi va ser un dels representants electes del partit al Parlament Europeu i el diputat més antic de l'assemblea. Al juny, Berlusconi va nomenar a Giovanni Toti i Mara Carfagna coordinadors nacionals, amb l'objectiu de reformar i rellançar el partit. Tanmateix, al cap d'unes setmanes, Toti va abandonar FI per crear el seu propi partit, Canviem!, que mantenia la idea d'una gran aliança amb la Lega i la ultradreta de FdI, mentre que Carfagna i Berlusconi eren reticents.
El gener de 2021, el segon govern de Conte va caure després de perdre el suport d'Italia Viva de Matteo Renzi. Posteriorment, el president Mattarella va nomenar Mario Draghi per formar un gabinet, que va obtenir el suport de FI, la Lega, el PD i el M5S. FI va rebre tres ministres al nou govern: Renato Brunetta a Administració Pública, Mariastella Gelmini a Afers Regionals i Mara Carfagna al Sud.
Al juliol de 2022, però, va caure el gabinet de Mario Draghi, provocant les eleccions anticipades de 2022 i l'abandonament del partit per part dels moderats, entre els quals es trobaven els ministres Brunetta, Gelmini i Carfagna. A les eleccions legislatives italianes de 2022, el partit obtindria el 8.1% dels vots, amb 45 diputats i 18 senadors, en una posició subsidiària dins de la coalició de centredreta. En el nou gabinet de Giorgia Meloni FI va obtenir cinc ministres, entre els quals destacava Tajani com a viceprimer ministre i ministre d'Afers Exteriors.

### Després de Berlusconi
El 12 de juny de 2023, Berlusconi va morir deixant el futur del partit en la incertesa. El govern italià, encapçalat per Meloni, va proclamar un dia de dol nacional pel dia del funeral, ordenant també que les banderes s'onaran a mig asta durant tres dies. El 14 de juny, el funeral d'estat de Berlusconi va ser oficiat en el ritu ambrosià a la catedral de Milà per Mario Delpini, l'arquebisbe de Milà; al funeral hi van assistir, entre d'altres, el president Mattarella, Meloni i tot el govern, a més de líders de l'oposició i caps d'estat o de govern estrangers.
Pocs dies després de la mort de Berlusconi, el partit va anunciar que abans de finals d'estiu es convocaria un consell nacional per nomenar un president en funcions i determinar el full de ruta cap al congrés nacional que escollirà la direcció del nou partit. El juliol de 2023, el consell nacional del partit va modificar l'estatut del partit eliminant el càrrec de president, que s'associaria per sempre a Berlusconi (inclòs en el símbol del partit), i introduint el càrrec de secretari. Contextualment, Tajani va ser escollit secretari per unanimitat.
El febrer de 2024, el partit va celebrar el seu primer congrés nacional. Tajani va ser reelegit secretari per unanimitat, juntament amb quatre secretaris adjunts (Stefano Benigni, Deborah Bergamini, Alberto Cirio i Roberto Occhiuto), mentre que Renato Schifani va ser nomenat president del consell nacional.
A les eleccions europees de 2024, el partit, en coalició amb Nosaltres Moderats, obtindria el 9.6% dels vots i 8 eurodiputats, una lleugera millora respecte a les anteriors eleccions.

## Resultats electorals

### Eleccions legislatives
| Any  | Lider             | Cambra dels Diputats | Cambra dels Diputats | Cambra dels Diputats | Cambra dels Diputats | Cambra dels Diputats | Senat de la República | Senat de la República | Senat de la República | Senat de la República | Senat de la República |
| Any  | Lider             | Vots                 | %                    | Escons               | +/–                  | Posició              | Vots                  | %                     | Escons                | +/–                   | Posició               |
| ---- | ----------------- | -------------------- | -------------------- | -------------------- | -------------------- | -------------------- | --------------------- | --------------------- | --------------------- | --------------------- | --------------------- |
| 2018 | Silvio Berlusconi | 4,596,956            | 14.0                 | 106 / 630            | Nou                  | 4t                   | 4,358,004             | 14.4                  | 58 / 315              | Nou                   | 4t                    |
| 2022 | Silvio Berlusconi | 2,278,217            | 8.1                  | 45 / 400             | 61                   | 5è                   | 2,279,802             | 8.3                   | 18 / 200              | 40                    | 5è                    |

### Eleccions europees
| Any  | Líder             | Vots           | %              | Escons  | +/– | Pos. | Grup |
| ---- | ----------------- | -------------- | -------------- | ------- | --- | ---- | ---- |
| 2014 | Silvio Berlusconi | 4,614,364      | 16.8           | 13 / 73 | Nou | 3r   | EPP  |
| 2019 | Silvio Berlusconi | 2,351,673      | 8.8            | 7 / 76  | 6   | 4t   | EPP  |
| 2024 | Antonio Tajani    | Coalició FI-NM | Coalició FI-NM | 8 / 76  | 1   | = 4t | EPP  |